# きらきらみちのく
きらきらみちのくは、かつて東日本旅客鉄道（JR東日本）が保有していた観光列車用車両の愛称である。本項では同車を使用して運転された臨時列車についても記述する。

## 概要
八戸駅で東北新幹線に接続する観光列車として登場し、主に青森県南部地方と下北地方を結んでいた。列車名・車両名は「きらきらみちのく」であるが、車両のロゴタイプは「き・ら・き・ら みちのく」と、中黒が挿入される表記を使用していた。
2010年11月28日の「さよならきらきらみちのく下北」をもって運行を終了し、当列車に使用されていた車両は「リゾートうみねこ」に転用された。

## 車両

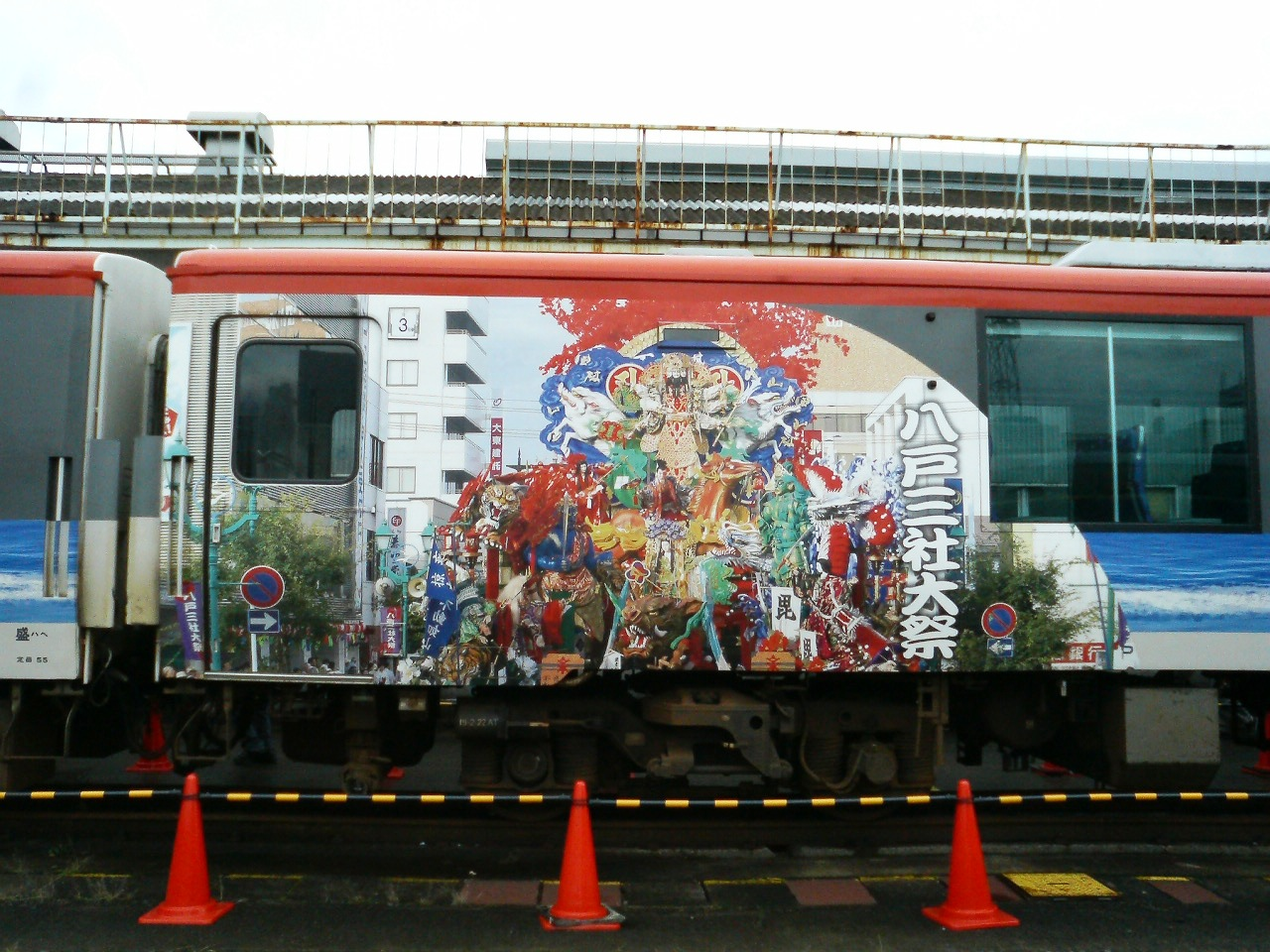
ねぶたのラッピング

キハ48形を改造した3両編成で、キハ48 1505・1506・1534で構成されていた。前面・側面とも、眺望に配慮して窓が大きく拡大され、UVカットガラスの固定式となった。
車内は先頭車と中間車で大きく異なっており、1号車と3号車 (1505・1506) は2+1配列の回転式リクライニングシート、2号車 (1534) はボックスシートであった。ボックスシートは背もたれを高くしたセミコンパートメントに近い構造だった。またトイレは1・3号車に設置されていた。
2号車には清涼飲料水自動販売機が設置されていた。

## 運用
運行時は「きらきらみちのく下北」「きらきらみちのく津軽」「きらきらみちのく青森」「きらきらみちのく八戸」といった、行先に合わせた列車名が付けられていた。区間は下記のとおりに変化している。
- 2002.7 - 2002.11：八戸駅 - 大湊駅間・大湊駅 - 蟹田駅間・蟹田駅 - 八戸駅間
- 2002.12 - 2003.??：八戸駅 - 大湊駅間・大湊駅 - 三厩駅間・三厩駅 - 八戸駅間
- 2003.?? - 2004.3：八戸駅 - 大湊駅間・大湊駅 - 青森駅間（土曜日運転）、浅虫温泉駅 - 三厩駅間（日曜日運転）
- 2004.4 - 2005.6：八戸駅 - 大湊駅間・大湊駅 - 青森駅間・青森駅 - 八戸駅間
- 2005.7 - 2006.12：八戸駅 - 大湊駅間・大湊駅 - 青森駅間
- 2007.3 - 2010.11：八戸駅 - 大湊駅間

当初は全車指定席であったが、2004年ごろから一部列車を除いて1号車が自由席、2・3号車が指定席となった。
いずれの列車も日本レストランエンタプライズ (NRE) による車内販売が全区間で行われており、駅弁・沿線の土産品のほか清涼飲料水・酒類なども販売されていた。

### 停車駅
廃止時点の停車駅。
- 八戸駅 - 三沢駅 - 野辺地駅 - 陸奥横浜駅 - 下北駅 - 大湊駅

## 沿革
- 2002年（平成14年）
  - 7月5日：運転開始[1][3]（八戸駅 - 大湊駅 - 蟹田駅 - 八戸駅間）。
  - 12月1日：三厩駅まで乗り入れ開始。
  - 12月：「ふるさと下北号」八戸駅 - 大湊駅間1往復、「ふるさと野辺地号」八戸駅→野辺地駅間下り1本がそれぞれ運転される。
- 2003年（平成15年）
  - 1月：「思い出野辺地号」が野辺地駅→八戸駅間上り1本、「思い出下北号」1往復がそれぞれ運転される。
  - 12月 - 2004年（平成16年）1月：「ふるさと下北号」を八戸駅 - 大湊駅間で運転（以後毎年運転）。
- 2004年（平成16年）
  - 3月：津軽線に乗り入れる「きらきらみちのく津軽」の運行を終了。
- 2005年（平成17年）
  - 7月：ダイヤ変更、「きらきらみちのく八戸」の運行を終了。
  - 8月2日 - 8月7日：「きらきらみちのくねぶた号」運転（全車自由席、以後毎年運転）。
- 2007年（平成19年）
  - 3月18日：運行区間が八戸駅 - 大湊駅間となり、「きらきらみちのく青森」の運行を終了。
- 2008年（平成20年）
  - 3月20日 - 3月23日（3月21日を除く）：盛岡駅 - 盛駅間（東北本線・大船渡線経由）で、きらきらみちのく椿号（全車指定）が運転される。
- 2010年（平成22年）
  - 11月27日 - 11月28日 「さよならきらきらみちのく下北」が運転され、これをもって「きらきらみちのく」としての運行が終了。